# Djélibakoro
Djélibakoro est une ville et une sous-préfecture de Guinée rattachée à la préfecture de Kankan.
Le chef lieu est Djélibakoro

## Histoire
Auparavant district de la sous-préfecture de Bate-Nafadji, elle a été érigée officiellement en sous-préfecture le 16 mars 2021,.

## Subdivision administrative
Djélibakoro est composée de deux districts.
| Districts     | Secteurs                           |
| ------------- | ---------------------------------- |
| Djélibakoro 1 | Djélibakoro centre 1 et Lilinko    |
| Djélibakoro 2 | Djélibakoro centre 2 et KÖkoudouni |